# وسائل الإعلام التي يقودها الشباب
وسائل الإعلام التي تقاد بواسطة الشباب، هي أي جهود يتم إنشائها وتخطيطها  وتنفيذها وتُعكس بواسطة الشباب في شكل وسائل الإعلام منها المواقع والجرائد وبرامج التلفزيون والمنشورات.

## الحركة
هذه الجهود تشكل أساس الحركة الدولية التي ولدت في بداية السبعينات في آن أربور ، ميشيغان ، الولايات المتحدة . من قبل ذراع النشر لمنظمة يسارية يقودها المراهقون تسمى تحرير شباب آن أربور، التي كانت موجودة من السبعينات إلى الثمانينات .  ذهب أحد مؤسسيها إلى تشكيل برنامج تواصل الشباب في مدينة نيويورك ، وهو برنامج إعلامي بقيادة الشباب للشباب في رعاية التبني.  تعبيرات الأطفال من المنظمات الأخرى التي كانت في بداية الحركة ،وهي تدير البرامج في جميع أنحاء العالم .
في  بداية التسعينات اكتسبت هذه الحركة تعبيرا جديدا في الولايات المتحدة ردا على التحيز الإعلامي المتزايد ضد الشباب ، أي الإثارة المفرطة لعنف الشباب "المفترسين" ، واستمرت في النمو بسبب إطلاق النار "كولومبين". الوشم هي أول صحيفة على الإنترنت كتبها المراهقون ،بدأت في عام ١٩٩٤ و التي وعدت بإعطاء صوت للمراهقين. تضم هذه الحركة مئات الأفراد والمنظمات الذين يعملون في جميع أنحاء الولايات المتحدة للترويج لأدوار الشباب في المجتمع وفي وسائل الإعلام.
لإظهار الانتشار الواسع لوسائل الإعلام التي يقودها الشباب،ظهر برنامج في أوكلاند بكاليفورنيا يسمى راديو الشباب عبر وسائل الإعلام الوطنية في الولايات المتحدة ، بما في ذلك NPR و PBS. تشمل الأمثلة الأخرى مشروع إذاعة الشباب الصريح ، الذي يقدم برنامجًا إذاعيًا للشؤون العامة من إنتاج الشباب لمدة ساعة ، أسبوعيًا ، على WMPG في بورتلاند،مين ، ومراجعة الشباب العالمية  ، وهي مجلة أدبية دولية مخصصة لتوصيل أصوات الشباب. مجلة المصلحة العامة تسمى نانغ!  يتم إنتاجها وتوزيعها على أساس فصل سنوي لمن تتراوح أعمارهم بين ١٤و ٢١عامًا في لندن. تحدث افريقيا هي مبادرة اتصالات متعددة الوسائط أنتجها الشباب الأفريقي وتعمل في المطبوعات والراديو والتلفزيون والإنترنت والمسرح المجتمعي ، ومشروع فيرا هو منظمة موسيقية شبابية غير ربحية لجميع الأعمار في سياتل ، واشنطن .  تكسير الفحم أخبار يقودها الشباب ومقرها مدينة ماهانوي ، بنسلفانيا ، هي صحيفة فصل سنوية وموقع إلكتروني يحتوي على محتوى من الصحفيين الشباب الذين تتراوح أعمارهم بين ١٢و ١٨عامًا.
في المملكة المتحدة، أتاح مراسل بي بي سي الشاب للمدارس الفرصة لاستضافة يوم إخباري خاص بهم حيث يكتب الطلاب مقالات إخبارية ويقابلون الناس لمدة يوم واحد. مجلة يقودها الطلاب تسمى DGSChapter يتم إنتاجها من قبل طلاب مدرسة دارتفورد النحوية الذين يشاركون في المخطط الوطني. تعزز الجوائز الوطنية مثل جوائز الإعلام المدرسية اللامعة وسائل الإعلام التي يقودها الشباب حيث يتنافس الطلاب على الجوائز في عدد كبير من الفئات.
توجد حاليًا برامج ومنظمات إعلامية يقودها الشباب حول العالم ، بما في ذلك أمريكا الوسطى والجنوبية وأفريقيا وأوروبا وأستراليا.

## أنظر أيضاً
-وسائل الإعلام التي يقودها الشباب (الفئة)
- صوت الشباب
- قوة شبابية

## روبط خارجية
- ألفا جاما|  بوابة الأعمال للمهنيين الشباب
- تكسير الفحم أخبار يقودها الشباب
- العناوين الرئيسية
- وسائل الإعلام الشبابية في أخذ العالمية
- الشباب بصوت عال!
- الصحافة الشبابية الدولية
- فئة ١٨إلى ٢٤|  مجلة وجهات نظر الشباب في السياسة
- TV Uth، وسائل الإعلام الأصلية التي أنشأها الشباب من أجل الشباب
- نسج خارج ،أكبر مؤسسة إعلامية وطنية للشباب في أيرلندا
طلاب فليندرز ، خدمة إعلامية للشباب في uni
- واحد ٨٠، أكبر منشور في كندا تم توزيعه بواسطة الشباب
- برنامج Elevate foster لتمكين الشباب الذي يوفر وسائل إعلام يقودها الشباب وأقراص مدمجة وأقراص DVD
- مجموعة أبحاث غير ربحية حول الإعلام الشبابي منشورة في معمل القضايا
- راديو Roundhouse محطة إذاعية يديرها حصريًا الشباب (أقل من 25 عامًا) تبث على مدار الساعة طوال أيام الأسبوع من مكان لندن الأسطوري
- جمع + مهرجان فديو الشباب
- ما هو جيد؟  عبر الإنترنت |  توفير وسائل الترفيه والأخبار والأحداث والعروض عبر الإنترنت في المملكة المتحدة |  منبر شباب المستقبل الإعلامي
- أخبار الندوة